# دریای آلبوران

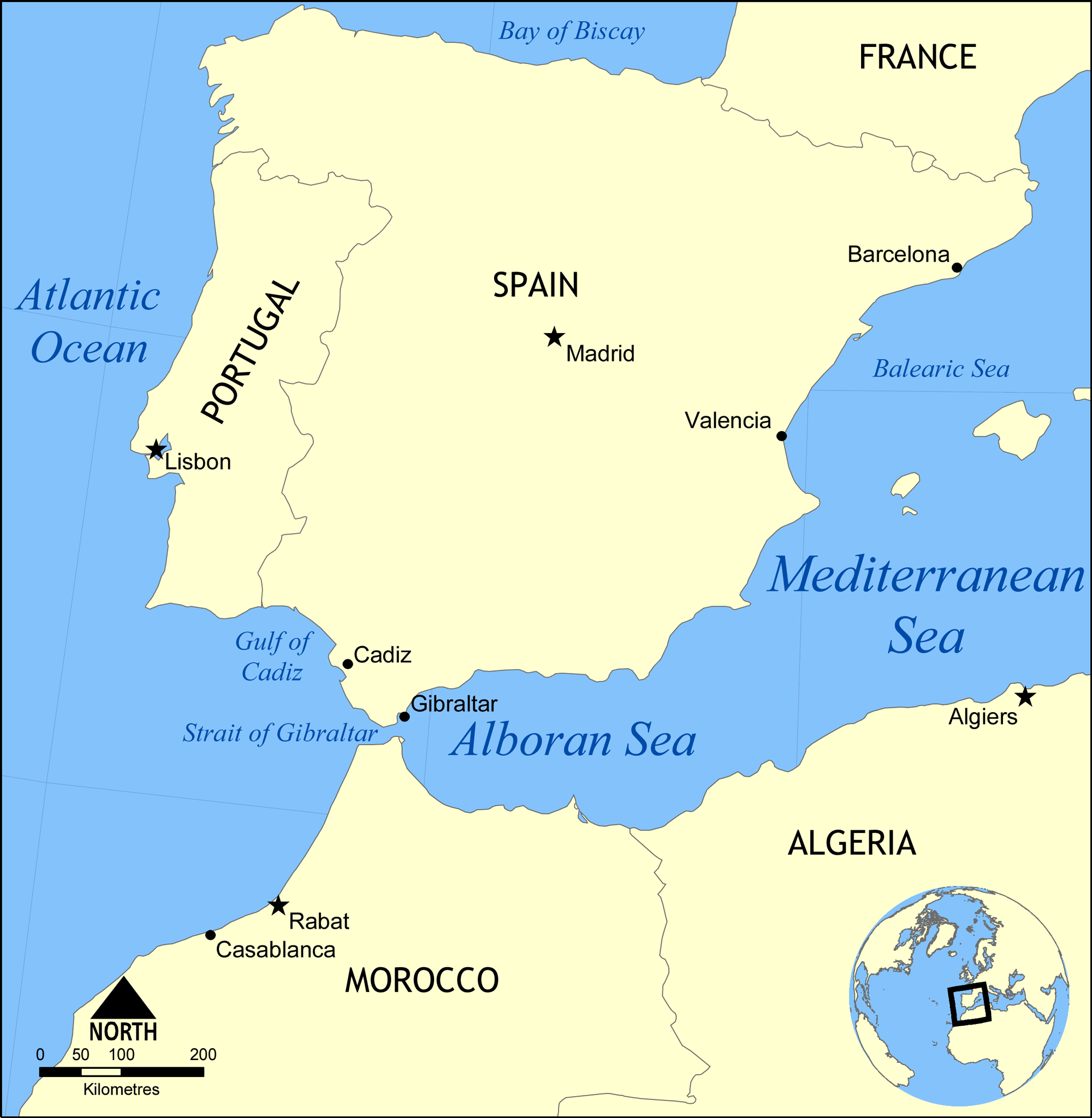
دریای آلبوران

دریای آلبوران (به انگلیسی: Alboran Sea) دریای است در امتداد دریای مدیترانه که به وسیلهٔ تنگه جبل‌الطارق به اقیانوس اطلس متصل است. سواحل این دریا در کشورهای اسپانیا، مراکش و الجزایر قرار دارد.
میانگین عمق آن ۴۴۵ متر (۱٫۴۶۱ فوت) و بیشترین عمق آن ۱٫۵۰۰ متر (۴٫۹۲۰ فوت) است. به دلیل جابه‌جایی آب میان دریای مدیترانه و اقیانوس اطلس معمولاً در این دریا گرداب تشکیل می‌شود. این دریا حاوی گونه‌های زیستی معمول در دریای مدیترانه و اقیانوس اطلس است و مهم‌ترین گونه‌های لاکپشت دریایی و همچنین دلفینها در این دریا زندگی می‌کنند. در سال ۲۰۰۳ سازمان جهانی حیات وحش از نابودی گونه‌ها اعم از دلفین‌ها، لاکشت‌ها و بقیه موجودات به دلیل ماهیگیری در این دریا ابراز نگرانی کرد.
چند جزیره در آلبوران وجود دارد و با اینکه به مراکش نزدیک است توسط اسپانیا اداره می‌شود.